# Villajoyosa Club de Fútbol
Maillots
Le Villajoyosa Club de Fútbol est un club de football espagnol basé à Villajoyosa.

## Historique
Le club passe 6 saisons en Segunda División B (troisième division). 
Il réalise sa meilleure performance en troisième division lors de la saison 2004/2005, où il se classe 6e du championnat (Groupe III), avec un total de 17 victoires, 7 matchs nuls et 14 défaites.
La dernière présence du club en troisième division remonte à la saison 2009/2010.